# Городское поселение посёлок Батагай
Городско́е поселе́ние посёлок Батагай — муниципальное образование в Верхоянском районе Якутии Российской Федерации.
Административный центр — пгт Батагай.

## История
Статус и границы городского поселения установлены Законом Республики Саха (Якутия) от 30 ноября 2004 года N 173-З N 353-III «Об установлении границ и о наделении статусом городского и сельского поселений муниципальных образований Республики Саха (Якутия)».

## Население
| 2011  | 2012  | 2013  | 2014  | 2015  | 2016  | 2017  |
| ----- | ----- | ----- | ----- | ----- | ----- | ----- |
| 4348  | ↘4183 | ↘4041 | ↘3856 | ↘3809 | ↘3681 | ↗3682 |
| 2018  | 2020  | 2021  | 2021  | 2023  |       |       |
| ↘3653 | ↘3565 | ↘3555 | ↗3753 | ↗3759 |       |       |

## Состав городского поселения
| № | Населённый пункт | Тип населённого пункта      | Население |
| - | ---------------- | --------------------------- | --------- |
| 1 | Батагай          | пгт, административный центр | ↗3759     |
| 2 | Сентачан         | село                        | ↘0        |
| 3 | Усть-Чаркы       | село                        | ↘0        |

## Археология
В 9,5 километрах к юго-востоку от посёлка Батагай находится термокарстовая котловина Батагайка, возникшая в 1960-е годы в результате антропогенного воздействия и таяния льдов. По предположению ученых, ранее исследовавших останки спор и пыльцы растений в этой котловине, здесь могут находиться останки растений, существовавших 120 тысяч лет назад.